# Apparition (Debussy)
Pour les articles homonymes, voir Apparition.
Apparition est une mélodie de Claude Debussy composée en 1884 sur un poème de Stéphane Mallarmé.

## Composition
Debussy compose Apparition sur un poème de Stéphane Mallarmé, le 8 février 1884 à Ville-d'Avray. Apparition est le premier contact du compositeur avec l'œuvre de Mallarmé. Le poème est paru dans la revue Lutèce en novembre 1883. Le manuscrit porte comme incipit « La lune s'attristait. Des séraphins en pleurs. » et a comme dédicataire Mme Vasnier. La première édition se fait dans le supplément de la Revue musicale le 1er mai 1926, avant d'être publié aux éditions Jobert en 1969 sous le titre de Quatre chansons de jeunesse.

## Analyse et commentaires
Apparition est en mi majeur, andantino, « rêveusement ».
Le poème « compare la femme aimée à une fée apparaissant dans une atmosphère baignée de lumières et de senteurs ». 
Pour le musicologue Denis Herlin, la mélodie « déploie un lyrisme d'une rare intensité soutenu par un accompagnement riche de sonorités quasi orchestrales annonçant certaines pages de Pelléas et Mélisande ».
Musicalement, Marie-Claire Beltrando-Patier relève également « des traits d'écritures proches du style de Pelléas et Mélisande, tout spécialement dans l'opposition systématique de passages recto tono et de « tours de chant » déclamés, dans un mélos très fin de siècle. Exaltation et discours sur l'événement se partagent ces deux registres de langage, selon le sens ». La musicologue souligne aussi la fin, en exténuation, « et en allant toujours se perdant » indique le compositeur sur la partition, qui « est significative et annonce la maturité de musicien ». Passage dans lequel Vladimir Jankélévitch remarque le piano qui, imitant la harpe, « évoque en croulants arpèges les bouquets d'étoiles blanches qui neigent du haut de la nuit ».
La durée moyenne d'exécution de la pièce est de trois minutes trente environ.
Dans le catalogue des œuvres du compositeur établi par le musicologue François Lesure, Apparition porte le numéro L 57 (53).

## Discographie
- Debussy : mélodies de jeunesse, Donna Brown et Stéphane Lemelin, ATMA Classique, 2001.
- Claude Debussy : intégrale des mélodies, 4 CD, Liliana Faraon et Magali Léger (sopranos), Marie-Ange Todorovitch (mezzo-soprano), Gilles Ragon (ténor), François Le Roux (baryton), Jean-Louis Haguenauer (piano), Ligia Digital, 2014[6],[7].
- Debussy Songs vol. 4, Lucy Crowe (en) (soprano), Malcolm Martineau (piano), Hyperion Records CDA68075, 2018.
- Claude Debussy : The complete works, CD 20, Mady Mesplé (soprano), Dalton Baldwin (piano), Warner Classics, 2018[8].